# Kuna
Kuna je české jméno pro zástupce dvou rodů šelem z čeledi lasicovitých. Jsou to malé, štíhlé, mrštné šelmičky, které aktivně loví malá zvířata, většinou hlodavce. Nepohrdnou ani ptáky a jejich vejci a další kořistí. Mnohé druhy doplňují svůj jídelníček rostlinnou stravou. Žijí v Americe, Evropě a v Asii. Na území ČR se vyskytují dva druhy, kuna lesní a kuna skalní.

## Taxonomie
rod: Eira
- hyrare neboli kuna brazilská (Eira barbara)

rod: Martes
- kuna lesní (Martes martes)
- kuna skalní (Martes foina)
- kuna rybářská (Martes pennanti)

Do rodu Martes patří i další šelmy, které se v češtině nejmenují kuna, jsou to:
- sobol americký (Martes americana) – někdy nazýván také kuna americká
- sobol asijský (Martes zibellina) – někdy nazýván kuna sobol
- sobol východní (Martes melampus) – někdy nazýván také kuna japonská
- charza žlutohrdlá (Martes flavigula) – někdy nazývaná také kuna charsa
- charza jižní (Martes gwatkinsii) – blízce příbuzná s charzou žlutohrdlou

Lze se také setkat s pojmenováním kuna hranostaj pro lasici hranostaj nebo kuna tchoř pro tchoře tmavého.